# Harper's Magazine

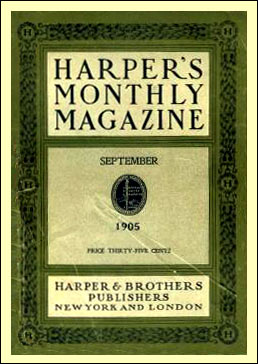
Een nummer van Harper's Magazine uit 1905

Harper's Magazine (of gewoon Harper's) is een maandelijks verschijnend tijdschrift in de Verenigde Staten van Amerika. De inhoud van Harper's Magazine is een combinatie van literatuur, politiek, cultuur en de kunsten. De huidige oplage is rond de 200.000 exemplaren per maand. Na de Scientific American is Harper's het oudste, nog steeds verschijnende Amerikaanse tijdschrift. Het eerste nummer verscheen in 1850.

## Bekende medewerkers
Veel mensen die schrijven en schreven voor Harper's zijn bekend. Hieronder volgt een lijst met een aantal bekende medewerkers.
- Winston Churchill
- Seymour Hersh
- Henry James
- Jack London
- Stanley Milgram
- Frederic Remington
- Theodore Roosevelt
- Hunter S. Thompson
- Mark Twain
- John Updike
- Woodrow Wilson